# 日向內記
日向內記（日语：／ Hinata Naiki，1826年（文政9年）—1885年（明治18年））日本幕末的會津藩士。白虎隊士中二番隊隊長。会津若松城下出生。日向家家祿700石之上級藩士、内記為藩軍制改革前之家老附組頭、之後為砲兵隊頭。

## 白虎隊戰役
1868年3月、擔任朱雀士中二番隊頭。4月18日被任命為白虎士中二番隊頭。士中白虎隊為主君松平容保之警衛人員。新政府軍於8月22日到達會津國境，松平容保因此進入瀧澤本陣。在戶之口原方面（於會津若松城側再過十六橋）請求援軍支援、内記命令隊伍宿營以備明早率士中二番隊行軍赴戰。之後、内記為和近旁之友軍會商，一人離隊前往友軍處、回程時遭遇敵人隊伍攻擊。於赤井谷地的濕原迷路，敵人攻擊時所發射的槍彈擦過臉頰、頰肉飛散，最後奮力抵達鶴城。籠城戰也再度爆發、内記聚合白虎隊的殘存隊員，並擔任白虎士中聯合隊隊長。維新後住在會津喜多方町從事一般的雜項行業。